# 1A busz (Miskolc)
A miskolci 1A jelzésű buszjárat a város legforgalmasabb, kelet-nyugati tengelyét látta el a Tiszai pályaudvartól a Kilián városrészig (Diósgyőri Gimnázium). Útvonala nagyban hasonlított az 1-es villamoséra. A két állomás közti távot 24-27 perc alatt tette meg. Egyes járatok a Diósgyőri Gimnáziumtól tovább közlekedtek Felső-Majláthig, illetve Felső-Majláthról indultak az 1-es autóbusz útvonalán, minden érintett megállóban megálltak.

## Története
- ? – 1977: Tiszai pályaudvar – Kilián városrész
- 1992. június 1.–2006. december 31.: Tiszai pályaudvar – Berekalja (Ehhez hasonló útvonalon közlekedik 2020. április-szeptember között minden, a menetrendben aláhúzással jelölt 1-es járat, azzal az eltéréssel, hogy Selyemrét városrészen keresztül közlekedett. Ezek a járatok 2020 szeptember 1-től 1B jelzéssel közlekednek.)
- 2007. január 1.–2012. február 29.: Tiszai pályaudvar – Felső-Majláth
  - 2007. szeptembertől a Selyemrét megállóhelyen át közlekedik az Üteg utca helyett.
- 2012. március 1.– 2015. június 14.: Tiszai pályaudvar – Diósgyőri Gimnázium

## Útvonala
| Tiszai pályaudvar ⇒ Diósgyőri Gimnázium | Diósgyőri Gimnázium ⇒ Tiszai pályaudvar |
| --- | --- |
| Tiszai pályaudvar vá. – Baross Gábor utca – Bajcsy-Zsilinszky út – Soltész Nagy Kálmán utca – Zsolcai kapu – Ady Endre utca – Szeles utca – Jókai Mór utca – Fazekas utca – Vologda utca – Thököly utca – Győri kapu – Andrássy út – Újgyőri főtér – Andrássy út – Kiss tábornok út – Diósgyőri Gimnázium vá. | Diósgyőri Gimnázium vá. – Kiss tábornok út – Andrássy út – Újgyőri főtér – Andrássy út – Győri kapu – Thököly utca – Vologda utca – Fazekas utca – Jókai Mór utca – Szeles utca – Ady Endre utca – Zsolcai kapu – Soltész Nagy Kálmán utca – Bajcsy-Zsilinszky út – Baross Gábor utca – Tiszai pályaudvar vá. |

## Megállóhelyei
| Menetidő (perc) | Megállóhely             | Menetidő (perc) | Átszállási kapcsolatok                      | Fontosabb létesítmények |
| --------------- | ----------------------- | --------------- | ------------------------------------------- | --- |
| 0               | Tiszai pályaudvar       | 27              | 1, 8, 21, 31, ME 1, 2 80, 89, 90, 92, 94    | Tiszai pályaudvar |
| 2               | Selyemrét               | 25              | 21, 21B, 31, Auchan 1 1, 2                  | MÁV Rendelő, Selyemréti Strandfürdő, Selyemréti templom                                                                                       |
| 4               | Bajcsy-Zsilinszky út    | 23              | 3, 3A, 4 1, 2                               | Bláthy Ottó Szakközépiskola, Andrássy Gyula Szakközépiskola                                                                                   |
| 5               | Búza tér / Zsolcai kapu | 21              | 1, 2, 3, 3A, 4, 7, 11, 20, 24, 32, ME Volán | Belváros, Búza téri távolsági és helyközi buszállomás, Megyei Rendőr-főkapitányság                                                            |
| 6               | Miskolc Plaza           | 19              | 1, 12, 14, 14H, 20                          | Miskolc Plaza, Búza téri székesegyház, Macropolis                                                                                             |
| 8               | Petőfi tér              | 17              | 1, 11, 12, 14, 14H, 34, 38, 38B             | Deszkatemplom, Református Deszkatemető, Nemzeti Adó- és Vámhivatal                                                                            |
| 9               | Dózsa György út         | 16              | 1, 34, 38, 38B                              | Megyei és Városi Bíróság, Tűzoltóság, ÉMÁSZ Nyrt., Városi Rendőrkapitányság, Megyei Levéltár, Megyei Büntetés-végrehajtási Intézet, Ügyészség |
| 11              | Vologda városrész       | 15              | 1, 34, 38, 38B                              | |
| 12              | Szent Anna tér          | 13              | 1                                           | Szent Anna templom, Herman Ottó Gimnázium, Zrínyi Ilona Gimnázium                                                                             |
| 14              | Aba utca                | 11              | 1 , 2                                       | Lézerpont Látványtár, Szentpáli István Szakközépiskola és Szakiskola, Miskolci Városgazda                                                     |
| 16              | Zoltán utca             | 9               | 1 , 2                                       | Orvosi Rendelő |
| 17              | Örs utca                | 8               | 1 , 2                                       | Baross Gábor Szakközépiskola, Karacs Teréz kéttannyelvű leánykollégium, Újdiósgyőri Állategészségügyi Központ, Magyar Vöröskereszt            |
| 18              | Avar utca               | 6               | 1                                           | Újdiósgyőri Szent Imre templom, Posta |
| 19              | Újgyőri főtér           | 5               | 1, 6, 9, 16, 19, 21, 21B, 29, 67, 68 1, 2   | Autóbusz-állomás, Bükk Áruház, Vasas Művelődési Központ                                                                                       |
| 20              | Újgyőri piac            | 4               | 1, 6, 16 1, 2                               | Vasgyári Piac |
| 22              | Bulgárföld városrész    | 2               | 1, 6 1                                      | DVTK Stadion, Diósgyőri Uszoda |
| 24              | Diósgyőri Gimnázium     | 0               | 1, 21, 21B 1 330, 331                       | Diósgyőri Gimnázium, Bulgárföldi posta, LÁEV kisvasút végállomás, Dr. Szabó Gyula Bemutató Csillagvizsgáló                                    |